# Xylotrechus scrobipunctatus
Xylotrechus scrobipunctatus är en skalbaggsart som beskrevs av Dauber 2003. Xylotrechus scrobipunctatus ingår i släktet Xylotrechus och familjen långhorningar. Inga underarter finns listade i Catalogue of Life.